# Storm Worm

Zrzut ekranu przedstawiający e-maile zawierające konia trojańskiego Storm Worm

Storm Worm – koń trojański typu backdoor, atakujący systemy operacyjne Microsoft Windows, odkryty w styczniu 2007 roku. Znany jest również pod nazwami:
- Small.dam lub Trojan-Downloader.Win32.Small.dam (F-Secure)
- Small.dam (MITRE)
- W32/Nuwar@MM i Downloader-BAI (jeden z wariantów) (McAfee)
- Troj/Dorf i 'Mal/Dorf (Sophos)
- Trojan.DL.Tibs.Gen!Pac13
- Trojan.Downloader-647
- Trojan.Peacomm (Symantec)
- TROJ_SMALL.EDW (Trend Micro)
- Win32/Nuwar (ESET)
- Win32/Nuwar.N@MM!CME-711 (Windows Live OneCare)
- W32/Zhelatin (F-Secure i Kaspersky)
- Trojan.Peed, Trojan.Tibs (BitDefender)
- Win64.Marcet, War.Far.exe (avast!).

Jest wykorzystywany przy tworzeniu sieci Storm botnet. Z danych z 22 stycznia 2007 roku wynika, iż Storm Worm stanowił 8% wszystkich infekcji. Program pobiera i instaluje również inne typy szkodliwego oprogramowania.